# Лангсдорф, Иоганн Вильгельм
Иоганн Вильгельм Лангсдорф (нем. Johann Wilhelm Langsdorff; 5 декабря 1745, Бад-Наухайм, Гессен — 5 февраля 1827, Гисен, Гессен) — немецкий эксперт в области солепроизводства.

## Биография
Родился в Бад-Наухайме 5 декабря 1745 года в семье чиновника. Учился в школе во Фридберге и в гимназии в Ханау. Изучил практическую сторону солеварения в период работы в канцелярии Наухайма.
С 1765 года изучал юриспруденцию и математику в Гёттингенском университете, затем — строительное дело и машиноведение в университете Грайфсвальда.
По окончании университета в 1769 занял место адвоката во Фридберге, с 1770 — в Хомбурге, где приобрёл весомую репутацию в разрешении трудных дел. Попытки получить место своего отца в солеварении Наухайма оказались неудачными.
Его первая публикация «Kurze und gründliche Anleitung zur Kenntniß der Salzwerkssachen» (1771; рус. Краткое фундаментальное руководство к знанию предмета соляных работ), при полном отсутствие подобных работ в литературе, была воспринята с большим одобрением. В ней, среди прочего, он провозгласил дальнейшую переработку маточного раствора (жидкости, остающейся после кристаллизации), что стало практиковаться гораздо позднее. В 1776 году получил звание камерального советника в Дармштадте, где представил реферат о соляном деле, особенно о солеварении Зальцхаузена. Занимался расширением и обновлением этого производства, для чего в 1778 году переехал в Зальцхаузен.
В 1781 году издал сборник «Ausführliche Abhandlung von Anlegung, Verbesserung und zweckmäßiger Verwaltung der Salzwerke» (рус. Подробный трактат о размещении, благоустройстве и целесообразном управлении соляными заводами) в 2 томах — первую всеобъемлющую и систематическую публикацию на эту тему, в приложении которой изложены также национальные права на источники соли и монополия на торговлю солью.
В 1785 году (совместно с братом, К. Х. Лангсдорфом) издал «Sammlung praktischer Bemerkungen für Freunde der Salzwerkskunde» (рус. Свод практических замечаний для друзей соляного дела). В знак признания заслуг был избран членом Общества Курпфальца в Мангейме.
Отказавшись от приглашения на должность директора солеварения в Шлезвиге, в 1803 году получил место первого советника вновь образованной канцелярии двора в Гисене; с 1808 — один из вице-директоров и тайный советник, в 1813 году стал директором. Опубликовал в трудах Общества Курпфальца «Geschichte des Salzwerks Salzhausen» (рус. История солепроизводства в Зальцхаузене), в 1817 — работу, в которой пытался модифицировать устройство гильдий в Германии.
При строгой верности профессии и праву стал склоняться к мистицизму; ему приписывается опубликованный в 1825 году в Тюбингене катехизис, основанный на принципах Сведенборга.
В 1820 году вышел на пенсию.
Умер 5 февраля 1827 года в Гисене.

### Семья
Отец — Георг Мельхиор Лангсдорф (нем. Georg Melchior Langsdorf; 1713—1767), казначей солеварни; мать — Мария Маргарета Кох (нем. Maria Margerethe Koch, овдов. Мёллер, нем. Möller; 1716—1788), дочь Иоганна Георга Коха (нем. Johann Georg Koch), директора солепроизводства и казначея в Наухайме, и Иоганны Катарины Хандверк (нем. Johanna Catharina Franziska Handwerck).
Братья:
- Иоганн Готлиб Эмиль (нем. Johann Gottlieb Emil Langsdorff; 11.6.1747, Наухайм — 20.1.1827, Лар), судебный пристав, президент суда; отец Георга Генриха (Григория Ивановича) Лангсдорфа (1774—1852), академика Петербургской академии наук;
- Эрнст Генрих (нем. Ernst Heinrich Langsdorff; 20.3.1749, Наухайм — 18.9.1829, Висбаден, похоронен в Хёхсте), директор евангелического камерного суда;
- Карл Христиан (1757—1834), физик, математик, технолог[7];
- Даниель Исаак (нем. Daniel Isaak Langsdorf; 18.5.1757, Наухайм — 3.8.1830, Висбаден).

Жена (с 1771) — Магдалена Шарлотта (нем. Magdalena Charlotte; 1745—1803), дочь Х. Ф. Мюлиуса (нем. Hiob Friedrich Mylius), доктора юриспруденции, советника и юрисконсульта во Фридберге, адвоката имперского суда, и Анны Филиппины Райнер (нем. Anna Philippine Rainer).
10 детей; в их числе:
- Карл (нем. Karl; 1772—1852), горный советник, директор солепроизводства в Зальцхаузене, основатель купален в Зальцхаузене;
- Георг (нем. Georg; 1773—1852), инспектор солепроизводства в Виссельсхайме;
- Готлиб (нем. Gottlieb; 1777—1843), камераль-директор Сибири, затем гессенский горный советник, руководитель производства бурого угля во Фридберге и генеральный директор горного строительства, с 1833 — директор горного производства в Дауернхайме;
- Филипп (нем. Philipp, с 1819 — нем. Philipp Freiherr von Langsdorff; 1782—1866), гессенский посланник в Лондоне;
- Даниель (нем. Daniel; 1786—1847), советник суда в Гисене.

Жена (с 1804) — Элизабет (нем. Elisabeth; 1771—1813), дочь казначея Уля (нем. Uhl) в Нидде.
Жена (с 1813) — Элиза Жанетта (нем. Elise Jeanette; 1791—1845), дочь И. Ю. Шлемма (нем. Johann Justus Friedrich Schlemm), нотариуса и сборщика соляного налога в Люнебурге, и Регины Шаппюзо (нем. Regine Chappuzeau).
Праправнук — Вернер Шульце фон Лангсдорф (нем. Werner Schultze von Langsdorff; 1899—1944), писатель, публиковавшийся под псевдонимом Thor Goote.

## Избранные труды
- Langsdorf J. W. Ausfuhrlichere Abhandlung von Anlegung, Verbeserung und zweckmasiger Verwaltung derer Salzwerke : nebst einem Anhang von denen Rechten und Befugnissen eines Landesherrn auf Salzquellen und auf den Alleinhandel des Salzes. — Giessen : J.C. Krieger den Jungern, 1781. — 780 S.[12]
- Langsdorf J. W. Beantwortung der Frage: Wie kann in Deutschland die Zunftverfassung am zweckmäßigsten modificirt werden. — Giessen, 1817.[13]
- Langsdorf J. W. Kurze und gründliche Einleitung zur Kenntnis in Salzwerks-Sachen : entworfen und mit nötigen mathematischen und phisicalischen Gründen erläutert. — Frankfurt/M. [etc.] : Varrentrapp, 1771.[13]

## Комментарии
1. ↑  По другим данным[7] — в 1786.
2. ↑  Георг Мельхиор Лангсдорф (нем. Georg Melchior Langsdorf) родился 25 февраля 1713 года в Вецларе в семье Иоганна Николауса Лангсдорфа (нем. Johann Nikolaus Langsdorff; 1673—1747), ректора Латинской школы в Вецларе (с 1718 — во Фридберге)[9], и Анны Элизабет, урожд. Эберкорн (нем. Anna Elisabeth Eberkorn)[10]. Умер 19 апреля 1767 года, похоронен в церкви Благодарения[нем.] в Бад-Наухайме[9].